# Dactylogyrus vastator
Dactylogyrus vastator är en plattmaskart. Dactylogyrus vastator ingår i släktet Dactylogyrus och familjen Dactylogyridae. Inga underarter finns listade i Catalogue of Life.